# Smaltjärnen (Hanebo socken, Hälsingland)
Smaltjärnen är en sjö i Bollnäs kommun i Hälsingland och ingår i Skärjåns huvudavrinningsområde. Sjön är 1,4 meter djup, har en yta på 1,02 kvadratkilometer och befinner sig 158,7 meter över havet.